# Darragh McElhinney
Darragh McElhinney (* 9. November 2000) ist ein irischer Leichtathlet, der sich auf die Mittel- und Langstreckenläufe spezialisiert hat.

## Leben
Darragh McElhinney stammt aus Glengarriff. Bis ins Jugendalter betrieb er Gaelic Football, bevor er sich endgültig der Leichtathletik widmete.

## Sportliche Laufbahn
Darragh McElhinney sammelte erste internationale Rennerfahrung, als er 2016 im U20-Rennen bei den Crosslauf-Europameisterschaften in Italien an den Start ging. Das Rennen beendete er auf dem 38. Platz. Ein Jahr später belegte er bei den gleichen Meisterschaften in der Slowakei den 39. Platz. Zuvor nahm er im Sommer im 1500-Meter-Lauf an den U20-Europameisterschaften in Grosseto teil, schied dort allerdings als Elfter in seinem Vorlauf aus. Bis 2018 verbesserte sich McElhinney mehrfach im 5000-Meter-Lauf und trat im Sommer des Jahres über diese Distanz bei den U20-Weltmeisterschaften in Tampere an. Dort kam er allerdings nicht über den 18. Platz hinaus. Später im Dezember belegte er den 16. Platz im U20-Rennen bei den Crosslauf-Europameisterschaften in Tilburg. 2019 belegte McElhinney den fünften Platz im 1500-Meter-Lauf bei den irischen Hallenmeisterschaften. Ende März trat er im U20-Rennen bei den Crosslauf-Weltmeisterschaften in Aarhus an und landete auf dem 53. Platz. Im Mai blieb er erstmals unter der Marke von 14 Minuten im 5000-Meter-Lauf und nahm im Juli in Schweden zum zweiten Mal an den U20-Europameisterschaften teil. Dort konnte er in 14:06,05 min die Bronzemedaille gewinnen. Anfang Dezember belegte er im U20-Rennen bei den Crosslauf-Europameisterschaften in Lissabon den zwölften Platz. 2021 trat McElhinney bei den U23-Europameisterschaften in Tallinn an, bei denen er über 5000 Meter den neunten Platz belegte. Zum Ende des Jahres konnte er bei den Heim-Europameisterschaften im Crosslauf die Silbermedaille im U23-Rennen gewinnen.
2022 qualifizierte sich McElhinney für die Hallenweltmeisterschaften in Belgrad und damit für seine ersten internationalen Meisterschaften bei den Erwachsenen. Als Neunter seines Vorlaufes über 3000 Meter verpasste er den Einzug in das Finale. Ende Mai steigerte er seine 5000-Meter-Bestzeit auf 13:13,17 min, die zudem irischen U23-Rekord bedeuteten, und konnte damit im August bei den Europameisterschaften in München an den Start gehen. Dort landete er auf dem 16. Platz. Im Dezember belegte er den 26. Platz im U23-Rennen bei den Crosslauf-Europameisterschaften in Turin. Anfang März 2023 trat er bei den Halleneuropameisterschaften in Istanbul an. Als Vierter seines Vorlaufes über 3000 Meter zog er in das Finale ein, in dem er mit neuer Bestzeit von 7:44,72 min als Vierter knapp eine Medaille verpasste.
2020 und 2022 wurde McElhinney irischer Meister im 5000-Meter-Lauf im Freien; 2022 und 2023 irischer Hallenmeister über 3000 Meter.

## Wichtige Wettbewerbe
| Jahr               | Veranstaltung                   | Ort                | Platz              | Disziplin/Rennen   | Zeit               |
| Startet für Irland | Startet für Irland              | Startet für Irland | Startet für Irland | Startet für Irland | Startet für Irland |
| ------------------ | ------------------------------- | ------------------ | ------------------ | ------------------ | ------------------ |
| 2016               | Crosslauf-Europameisterschaften | Domus de Maria     | 38.                | U20                | 18:05 min          |
| 2017               | U20-Europameisterschaften       | Grosseto           | 11. (2. Vorlauf)   | 1500 m             | 3:53,15 min        |
| 2018               | U20-Weltmeisterschaften         | Tampere            | 18.                | 5000 m             | 14:53,63 min       |
| 2018               | Crosslauf-Europameisterschaften | Tilburg            | 16.                | U20                | 18:53 min          |
| 2019               | Crosslauf-Weltmeisterschaften   | Aarhus             | 53.                | U20                | 27:00 min          |
| 2019               | U20-Europameisterschaften       | Borås              | 3.                 | 5000 m             | 14:06,05 min       |
| 2019               | Crosslauf-Europameisterschaften | Lissabon           | 12.                | U20                | 19:21 min          |
| 2021               | U23-Europameisterschaften       | Tallinn            | 9.                 | 5000 m             | 14:25,38 min       |
| 2021               | Crosslauf-Europameisterschaften | Dublin             | 2.                 | U23                | 24:33 min          |
| 2022               | Hallenweltmeisterschaften       | Belgrad            | 30.                | 3000 m             | 8:06,31 min        |
| 2022               | Europameisterschaften           | München            | 16.                | 5000 m             | 13:39,11 min       |
| 2022               | Crosslauf-Europameisterschaften | Turin              | 26.                | U23                | 24:51 min          |
| 2023               | Halleneuropameisterschaften     | Istanbul           | 4.                 | 3000 m             | 7:44,72 min        |

## Persönliche Bestleistungen
Freiluft
- 1500 m: 3:37,72 min, 16. Juni 2022, Kopenhagen
- 3000 m: 7:42,86 min, 2. August 2022, Nembro
- 5000 m: 13:13,17 min, 28. Mai 2022, Lede

Halle
- 1500 m: 3:39,63 min, 7. März 2022, Belgrad
- 3000 m: 7:39,92 min, 3. Februar 2024, Metz
- 5000 m: 13:35,99 min, 2. Dezember 2023, Boston